# 미라흐메트잔 무제페르
마라흐메트잔 무제페르(위구르어: مىراكھمادژون مۇزاففار, 중국어 간체자: 木热合买提江·莫扎帕, 정체자: 木熱合買提江·莫扎帕, 병음: Mùrèhémǎitíjiāng Mòzhāpà 무러허마이티장모자파[*], 한자음: 목열합매제강막찰파, 1991년 1월 14일 ~ )는 중국의 소수 민족인 위구르족 출신의 축구 선수이다. 포지션은 미드필더, 풀백이다. 현재 중국 슈퍼리그의 상하이 상강 소속이다.

## 클럽 경력
무제페르는 신장지역에서 활동한 축구 선수 집안에서 태어났다. 어렸을 때 무제페르는 산둥 루넝의 유소년 팀에 들어갔으며, 산둥 유소년 팀의 활약을 이끌었다. 산둥 유소년 팀에서의 활약은 허난 젠예의 관심을 끌었고, 2010시즌이 시작하기 전에 허난으로 임대되었다. 2010년 4월 18일 장쑤 쑤닝과의 경기에서 성인 무대 데뷔전을 치루었다.
1년간의 허난 임대 생활을 마치고 무제페르는 산둥 루넝으로 복귀했다. 2011년 4월 1일 청두 톈청과의 경기에서 산둥 복귀전을 치렀다.
2014시즌을 앞두고 허난 젠예로 이적했다.
2017시즌을 앞두고 톈진 터다에 입단했다.
2020시즌을 앞두고 상하이 상강으로 이적했다.

## 국가대표팀 경력
무제페르는 2009년 중국 U-20 축구 국가대표팀에 처음으로 차출되었다. 무제페르는 이 차출 당시 2010년 AFC U-19 챔피언십 예선에 참여했으며 중국이 예선을 통과할 수 있게 도왔다. 무제페르의 모습을 보았던 가오홍보 중국 축구 국가대표팀 감독은 2010년 동아시안컵을 대비해서 무제페르를 훈련시키기도 했다. 무제페르는 2010년 AFC U-19 챔피언십 본선 멤버로 발탁이 되었으며 이 대회에서 중국이 8강 진출을 하는데 힘을 보탰다.
U-19 선수권 대회 종료 이후 무제페르는 중국 U-23 축구 국가대표팀에 발탁되었으며 자국에서 열리는 2010년 아시안 게임 축구 최종명단에 이름을 올렸다. 무제페르는 이 대회에서 3경기에 출전했다.
2018년 9월 A매치를 앞두고 위구르족으로는 처음으로 중국 축구 국가대표팀에 포함되었다. 2018년 9월 7일 카타르 축구 국가대표팀과의 경기에서 교체 출전하면서 성인 국가대표팀에 데뷔했다.
2019년 EAFF E-1 풋볼 챔피언십에 참여하는 중국 축구 국가대표팀 명단에 포함되었다.